# Simyra albicilia
Simyra albicilia är en fjärilsart som beskrevs av Embrik Strand 1921. Simyra albicilia ingår i släktet Simyra och familjen nattflyn. Inga underarter finns listade i Catalogue of Life.